# لئو لیونی

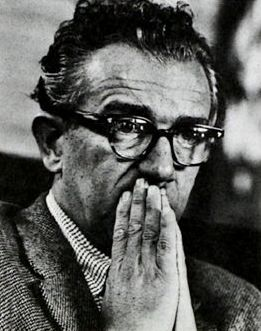
لئو لیونی، نویسنده و تصویرگر کتاب‌ کودک - ۱۹۵۹

لئو لیونی (۵ مه ۱۹۱۰–۱۱ اکتبر ۱۹۹۹) نویسنده و تصویرگر کتاب‌های کودکان بود. او در هلند متولد شد و قبل از رفتن به ایالات متحده در سال ۱۹۳۹ به ایتالیا نقل مکان کرد و در آنجا به عنوان مدیر هنری چندین آژانس تبلیغاتی و سپس برای مجله فورچون کار می‌کرد. او در سال ۱۹۶۲ به ایتالیا بازگشت و شروع به نوشتن کتابهای کودکان کرد. در سال ۱۹۶۲، کتاب او با نام " هر اینچ " جایزه لوئیس کارول شل از آن خود کرد.

## خانواده
لیونی در آمستردام متولد شد اما دو سال در فیلادلفیا زندگی کرد و در دوران نوجوانی به ایتالیا رفت. پدرش حسابدار بود و مادرش خواننده اپرا بود. او با نورا مفی، دختر فابریزیو مافی، بنیانگذار حزب کمونیست ایتالیا ازدواج کرد. آنها دو پسر با نام‌های لوئیس و پائولو داشتند.

## آثار منتخب
- اسکندر و موش بادی
- درخت الفبا
- بزرگترین خانه در جهان
- سال پر مشغله
- نقاشی اش
- رنگهای معروف
- کورنلیوس: یک افسانه
- تخم مرغ فوق‌العاده
- ماهی ماهی است
- داستان کلاغ
- فردریک (به نام انجمن ملی آموزش و پرورش یکی از «۱۰۰ کتاب برتر برای کودکان» معلمان براساس نظرسنجی آنلاین در سال 2007[۲])
- جرالدین، موش موسیقی دان
- موش دم سبز
- من می‌خواهم اینجا باشم من می‌خواهم به آنجا بروم
- در باغچه خرگوش
- هر اینچ
- مال من
- بیایید خرگوش بگیریم: یک افسانه
- بیایید بازی کنیم
- نامه‌های مهم
- آبی کوچولو و زرد کوچولو (کتاب نیویورک تایمز بهترین کتاب کودکان سالن نمایش سال 1959[۳])
- رؤیای متیو
- روزهای موش: کتابی برای تمامی فصول
- آقای مکموز
- نادارین
- نیکولا، کجایی؟
- اعداد مهم
- در ساحل من بسیاری از سنگ‌های قیمتی وجود دارد
- گیاه‌شناسی موازی
- Pezzettino
- Pulgada a Pulgada
- شش کلاغ: افسانه
- Swimmy (توسط انجمن ملی آموزش و پرورش یکی از «۱۰۰ کتاب برتر برای کودکان» معلمان بر اساس نظرسنجی آنلاین در سال ۲۰۰۷ است[۲])
- تئودور و صحبت دربارهٔ قارچ
- تیکو و بال‌های طلایی
- تیلی و دیوار
- Una Piedra Extraordinaria
- چه؟: مصور
- کی؟ : مصور
- کجا؟: مصور
- چه کسی؟: مصور
- صحبت دربارهٔ واژه‌ها